# Simon Atallah
Simon Atallah, OAM (Hemayri, Líbano, 10 de janeiro de 1937) é um libanês maronita emérito eparca da eparquia católica maronita de Baalbek-Deir El Ahmar.
Vida
Simon Atallah ingressou na OAM e recebeu em 8 de dezembro de 1963 sua ordenação ao sacerdócio. O Capítulo Geral o elegeu em 1999 Superior geral de sua ordem. O Sínodo da Igreja Maronita o elegeu em 24 de setembro de 2005 eparca de Baalbek-Deir El Ahmar. O Papa Bento XVI confirmou esta eleição em 28 de dezembro de 2005.
Sua ordenação episcopal foi pelas mãos do Patriarca Maronita de Antioquia, Cardeal Nasrallah Boutros Sfeir, em 11 de fevereiro de 2006 e seus co-consagradores foram Roland Aboujaoudé, bispo auxiliar de Antioquia, e Tanios El Khoury, bispo emérito de Sidon.
Atallah exerceu seu cargo até 14 de março de 2015. A decisão de 10 a 14 de março de 2015 do Sínodo da Igreja Maronita convocou para eleger Hanna Rahme, OLM, como seu sucessor. O Papa Francisco concordou com esta eleição em 20 de junho de 2015.